# 林敏俐
林敏俐（英語：Tiffany Lam Man Lee，1980年10月25日—），綽號「Tinkerbell」，香港女藝人，2002年香港小姐冠軍及2003年國際華裔小姐亞軍。

## 簡歷
林敏俐的父親於2001年離世，前身是香港成人雜誌《龍虎豹》出版業者林國光。家中有一名胞妹，其表妹劉倩婷為2009年度香港小姐競選冠軍。
2002年，林敏俐以來自美國三藩市作為海外佳麗身分參與第30屆香港小姐競選，志願為「成為成功的商業女性」。在比賽中獲得冠軍、國際親善小姐及新增設的「新世代美態小姐」。其後她代表香港出戰2003年度國際華裔小姐競選，奪得亞軍；林敏俐在當選後沒有在演藝圈發展，選擇返回美國繼續學業。此外，坊間更有消息指她要接手亡父生意。
但近年林敏俐在Youtube以K.O.L形式再活躍娛樂圈。

## 演出作品

### 電視劇（無綫電視）
- 2003年 《美麗在望》 飾 卓藍
- 2003年 《追魂交易》 飾 康倩儀（Erica）

### 電視節目主持（無綫電視）
- 2002年 2002年兒歌金曲頒獎典禮
- 2002年 萬千星輝賀台慶司儀
- 2003年 香港賀歲煙花匯演（四洲喜洋洋煙花大匯演）

## 外部連結
- 2002年度香港小姐競選-佳麗個人網頁
- 林敏俐的官方網站 （页面存档备份，存于）
- 林敏俐的Facebook專頁
- 林敏俐的Instagram帳戶
- 林敏俐的YouTube頻道 （页面存档备份，存于）
- 林敏俐的TikTok

| 前任： 楊思琦 | 香港小姐競選冠軍 2002年 | 繼任： 曹敏莉 |

| 前任： 朱凱婷 | 香港小姐競選友誼小姐 2002年 | 繼任： 曹敏莉 |